# Axinyssa diversicolor
Axinyssa diversicolor är en svampdjursart som först beskrevs av Carballo 2000.  Axinyssa diversicolor ingår i släktet Axinyssa och familjen Halichondriidae. Inga underarter finns listade i Catalogue of Life.